# Clayton M. Christensen

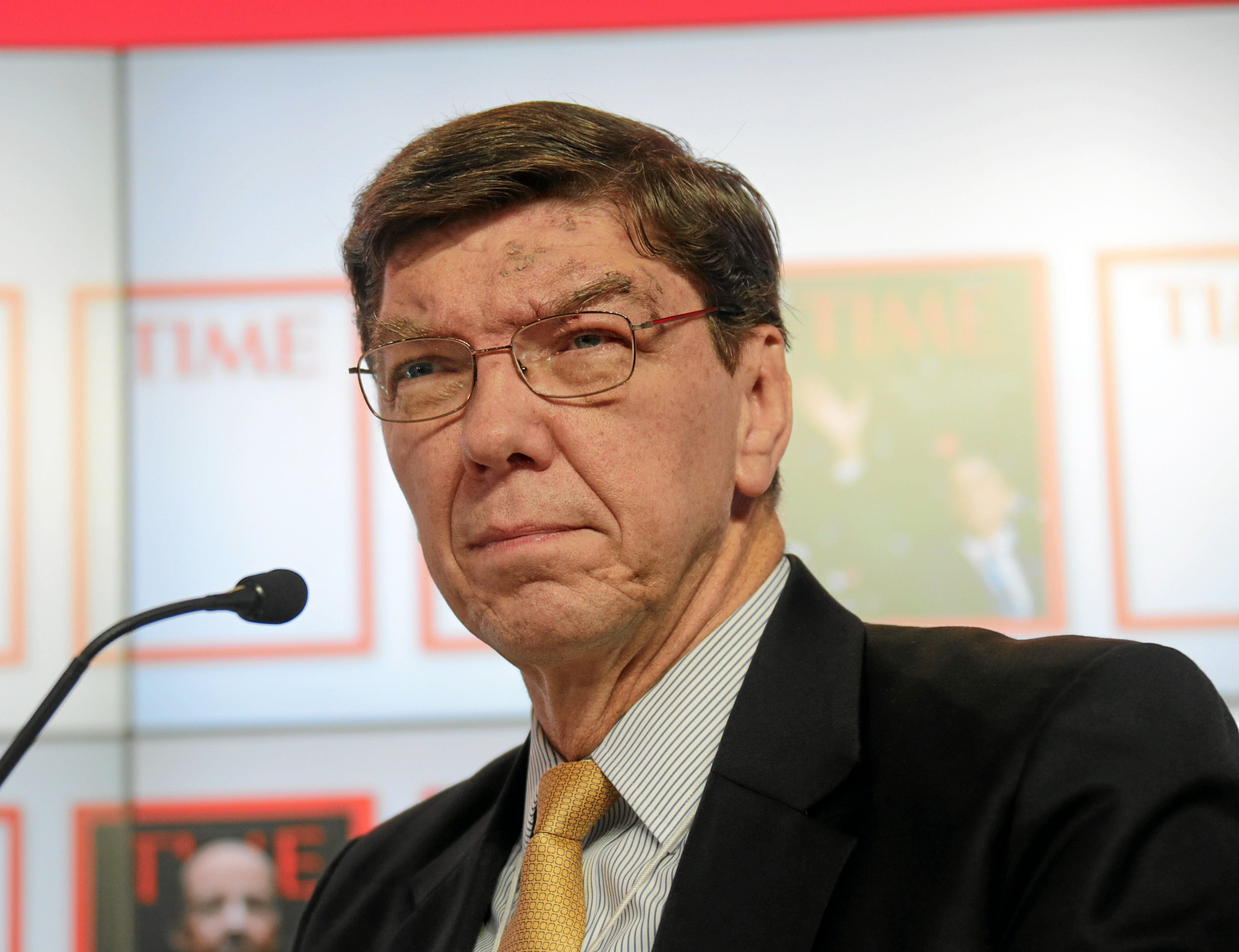
Christensen beim World Economic Forum 2013

Clayton M. Christensen (* 6. April 1952 in Salt Lake City, Utah; † 23. Januar 2020 in Boston, Massachusetts) war ein US-amerikanischer Wirtschaftswissenschaftler, Autor, Unternehmensberater und Bischof der Kirche Jesu Christi der Heiligen der Letzten Tage.

## Leben
Seit 1992 war Christensen an der Harvard Business School Professor für Betriebswirtschaftslehre. Zuvor war er für die Boston Consulting Group sowie das US-amerikanische Handelsministerium tätig.
Seine Forschungsschwerpunkte waren Strategie, disruptive Marktveränderungen und Innovationen in Unternehmen. In seinem Buch The Innovator’s Dilemma (1997) erörterte er seine Theorie der disruptiven Technologie. Seine Ideen sollen unter anderem Steve Jobs und Jeff Bezos geprägt haben.
Christensen starb im Januar 2020 an den Folgen einer Leukämie-Erkrankung.

## Bücher
- Clayton M. Christensen: The innovator’s dilemma: when new technologies cause great firms to fail. Harvard Business School Press, Boston, MA 1997, ISBN 978-0-87584-585-2.
- Clayton M. Christensen, Michael E. Raynor: The innovator’s solution: creating and sustaining successful growth. Harvard Business School Press, Boston, MA 2003, ISBN 978-1-57851-852-4.
- Clayton M. Christensen, James Allworth, Karen Dillon: (2012), How Will You Measure Your Life? HarperBusiness, New York, NY 2012, ISBN 9780062102416.
- Clayton M. Christensen: Competing against Luck: The Story of Innovation and Customer Choice. HarperBusiness, New York, NY 2016, ISBN 9780062435613.
- Clayton M. Christensen: The Prosperity Paradox: How Innovation Can Lift Nations Out of Poverty. HarperBusiness, New York, NY, 2019, ISBN 978-0062851826.